# Jade (color)
Jade és un color saturat verd lleugerament blavós. El nom prové del mineral jade, encara que varia molt en el to.
El mot ve del francès jade, pres del castellà [piedra de la] ijada (illada: part entre les costelles i la pelvis), perquè els conquistadors d'Amèrica feien servir la pedra jade com a remei per a aquella part del cos).
Una mostra del color jade:

## Localització i ús
- Color d'algunes plantes.
- En la cultura xinesa, si un vol expressar el seu amor per algú, li regala alguna cosa de pedra jade o que sigui d'aquest color.